# Kristina Vogel
Kristina Vogel (Leninskoje, Quirguistão, 10 de Novembro de 1990) é uma ciclista naturalizada alemã.

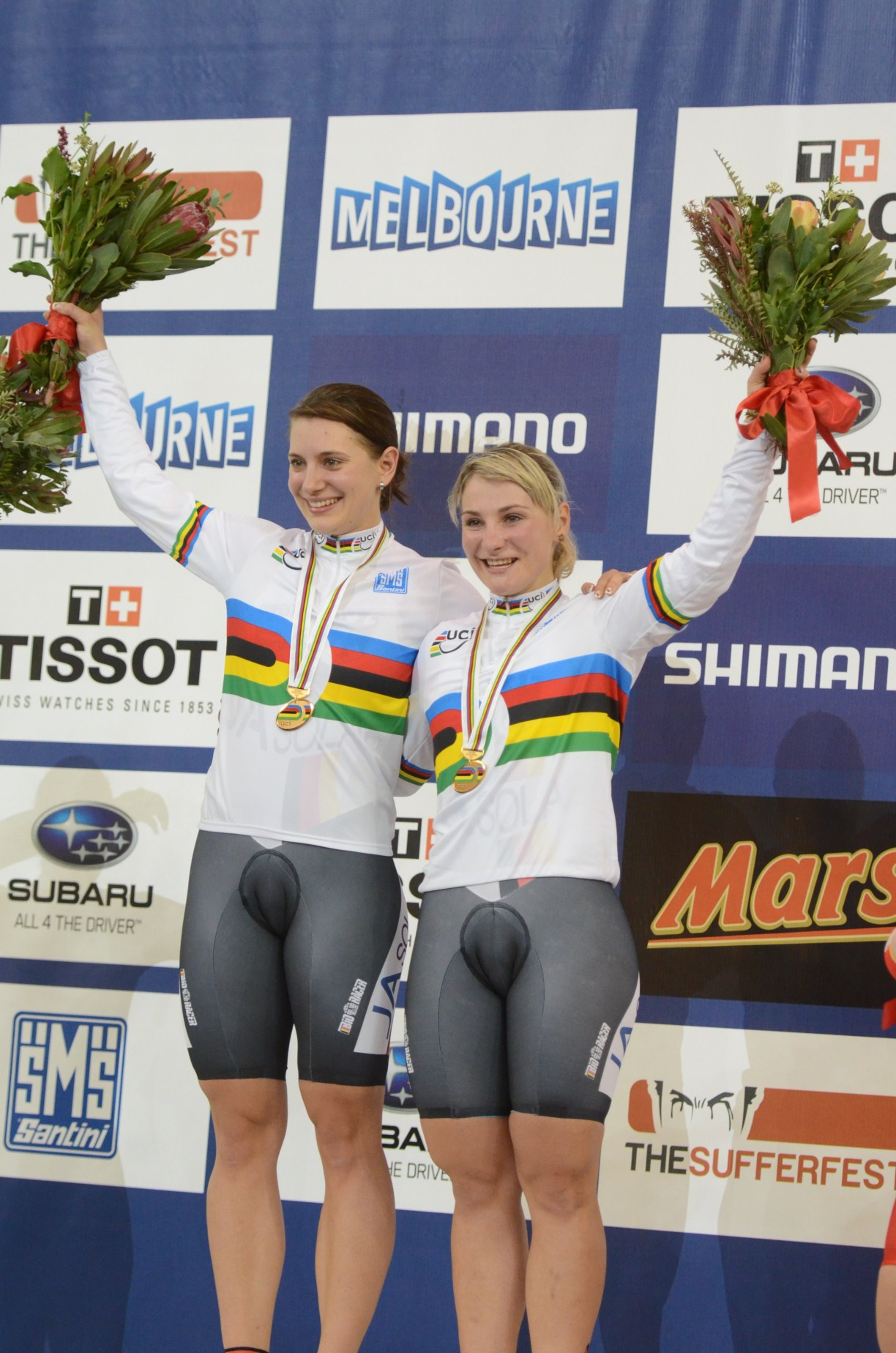
Kristina e Miriam Welte recebendo a medalha de ouro no Campeonato Mundial 2012.

## Biografia
Em 2007 e 2008 competiu pela Alemanha nos Campeonatos Mundiais de Júniores e no Campeonato Europeu de Júniores, e tornou-se bicampeã europeia júnior.
Em 2012 tornou-se campeã mundial adulta, na prova de velocidade por equipes (junto com Miriam Welte), quebrando por 2 vezes o recorde mundial.
Em 26 de junho de 2018, Vogel sofreu ferimentos na coluna após colidir com outro ciclista no velódromo de Cottbus.
Em resultado do acidente, ficou tetraplégica.

## Conquistas

### Campeonato Alemão Junior
- 2007 - 1o lugar - Modalidade: Sprint (500m)
- 2007 - 1o lugar - Modalidade: Velocidade individual

### Campeonato Europeu Junior
- 2007 1o lugar - Modalidade: Velocidade individual
- 2007 1o lugar - Modalidade: Sprint (500m)
- 2007 3o lugar - Modalidade: Keirin

### Campeonato Mundial Junior
- 2007 - 1o lugar - Modalidade: Sprint (500m)
- 2007 - 1o lugar - Modalidade: Velocidade individual
- 2007 - 1o lugar - Modalidade: Velocidade por equipes (com Sabine Brettschneider)
- 2008 - 1o lugar - Modalidade: Modalidade: Sprint (500m)
- 2008 - 1o lugar - Modalidade: Modalidade: Velocidade individual
- 2008 - 1o lugar - Modalidade: Modalidade: Keirin

### Campeonato Alemão
- 2010 - 1o lugar - Modalidade: Sprint (500m)
- 2010 - 1o lugar - Modalidade: Velocidade individual
- 2010 - 1o lugar - Modalidade: Keirin

### Campeonato Europeu
- 2010 - 2o lugar - Modalidade: Velocidade por equipes
- 2010 - 3o lugar - Modalidade: Velocidade por equipes
- 2011 - 3o lugar - Modalidade: Velocidade por equipes

### Copa do Mundo
- 2008-2009
  - 2o lugar por equipes em Cáli
  - 2o lugar por equipes em Cáli
  - 2o lugar por equipes em Copenhague

- 2010-2011
  - 1o lugar velocidade individual em Cáli
  - 2o lugar velocidade por equipes em Cáli
  - 3o lugar velocidade por equipes em Melbourne

- 2011-2012
  - 1o lugar velocidade individual em Cáli
  - 1o lugar velocidade por equipes em Cáli (junto com Miriam Welte)
  - 2o lugar keirin em Astana
  - 2o lugar keirin em Cáli
  - 3o lugar velocidade por equipes em Astana

### Campeonato Mundial
- 2012 -  1o lugar - Modalidade: Velocidade por equipes (junto com Miriam Welte)
- 2012 - 3o lugar - Modalidade: Keirin